# اد فورگل
اد فورگل (انگلیسی: Ed Furgol؛ ۲۴ مارس ۱۹۱۷ – ۶ مارس ۱۹۹۷) یک گلف‌باز بود.